# Earias fervida
Earias fervida är en fjärilsart som beskrevs av Walker 1866. Earias fervida ingår i släktet Earias och familjen trågspinnare. Inga underarter finns listade i Catalogue of Life.